# Christoffer Hedenberg
Christoffer Hedenberg, född 1687, död 1739 eller 1740 i Göteborg, var kaparkapten och tobaksfabrikör.

## Biografi
Hedenberg var son till andsgevaldigern och rådmannen i Trosa Erik Hedenberg (död före 1728).. Han var gift med Elisabeth Andersson (död 1775) (omgift med Nils Lilliecreutz) dotter till Anders Thorsson (död 1727). Bland annat ägde Thorsson Elgå bruk i Jösse härad i Värmland, vilket övertogs av svärsonen Christoffer Hedenberg till 2/3 och svärsonen Carl Gustaf Bagge med en tredjedel.
Hedenberg efterlämnade inga barn, endast en svåger Fleibe och änkan Elisabeth Andersson.

### Kaparrederi
Hedenberg bedrev ett kaparrederi och var delägare i kaparfartyg i början av 1700-talet. Från 1711 delägare i kaparhuckerten Svensk Lösen tillsammans med Abraham Grill, Werner Groen, Carl Wattrang med flera. 1711 var han också kapten på detta fartyg. Även Erik Brinck och Johan Gustaf Ankarstierna var kaptener på Svensk Lösen. 1712 köpte Hedenberg kaparfregatten Stenbocken på vilken han under samma år var kapten. År 1714 utlånadades Stenbocken till flottan. 1717 ägde Hedenberg tillsammans med Erik Brinck kaparhuckerten Cupido. 1720 hade han tillsammans med baron Erik Siöblad övertagit kaparhuckerten Hornbjässen från Ingela Gathenhielm.

### Tobaksverksamhet
Den 14 maj 1723 fick Hedenberg privilegium på ett tobaksspinneri, i vilket en del vinster från kaparverksamheten investerades. Troligen övertog han Ingela Gathenhielms privilegium från 1721. I början av 1730-talet var tobaksspinneriet Göteborgs näst största tobaksproducent. Hedenberg ärvdes av sin fru Elisabeth som 1740 sålde sitt ägande i spinneriet till Lars Liedgren och Johan Östergren.

### Fastigheter
Den stora hörntomten vid torget och Torggatan i Göteborg inropades av Hedenberg under Karl XII kapten Hedenberg för 2 200 d smt och hörntomten vid Torg- och Sillgatorna av Mathias Schildt för 1 100 d smt. Hedenberg lät den 22 juni 1719 uppbjuda en ”Hans Kungl. Maj:t själv för detta tillhörig plats bestående av två till Stora Torget belägna tomter mellan Stadshuset på östra sidan till Torget och Herr Commercieäldsten M. Schildts obebyggda tomt å norra till Torggatan, som på offentlig auktion år 1716 i följe av Hans Kungl. Maj:ts befallning såldes och tillföll Hedenberg såsom högstbjudande för en summa av 2.200 d smt”. 1720 hade han bebyggt tomten.